# Automolis subincarnata
Automolis subincarnata là một loài bướm đêm thuộc phân họ Arctiinae, họ Erebidae.